# Vladimir Castellón
Vladimir Castellón Colque (Cochabamba, 12 de agosto de 1989) es un futbolista boliviano. Juega como delantero en Real Tomayapo de la Primera División de Bolivia.

## Clubes
| Club                   | País      | Año               |
| ---------------------- | --------- | ----------------- |
| Aurora                 | Bolivia   | 2006 - 2014       |
| Blooming               | Bolivia   | 2014 - 2015       |
| Guabirá                | Bolivia   | 2015 - 2016       |
| Real Potosí            | Bolivia   | 2016 - 2017       |
| Xelajú MC              | Guatemala | 2018              |
| Aurora                 | Bolivia   | 2018              |
| Nacional Potosí        | Bolivia   | 2019              |
| Bolívar                | Bolivia   | 2019 - 2020       |
| Palmaflor              | Bolivia   | 2021              |
| Universitario de Sucre | Bolivia   | 2022              |
| Wilstermann            | Bolivia   | 2022 - 2023       |
| Real Tomayapo          | Bolivia   | 2024 - Actualidad |

## Palmarés

### Títulos nacionales
| Título          | Club   | País    | Año  |
| --------------- | ------ | ------- | ---- |
| Torneo Clausura | Aurora | Bolivia | 2008 |